# Håkeby
Håkeby (norska Haukbø), var en norsk kungsgård i Ranrike (dagens Bohuslän) i medeltiden. Håkeby ligger vid vägkanten för gamla E6, på åskrönet mellan Präste-Säm och Knäm i Tanums kommun.
Gårdsnamnet är känt som en av den norske kungen Olav Kyrres kungsgård. Enligt både Olav Kyrres saga i Snorres Heimskringla och sagorna Fagerskinna, Morkinskinna och Ågrip, var det på Håkeby som Olav dog år 1093.
Namnet "Haukabø" används i Fagerskinna. I Morkinskinna och Ågrip (norska versioner) används respektive formerna "Havcstaþom" (Haukstad) och "Haucba/r" (Haukbøyr).
Håkeby ligger vid uråldriga landsvägen mellan Oslo och Kungahälla och vidare till Köpenhamn som brukar kallas Kungsvägen. Här finns bland annat den stencirkel som kallas Olof Kyrres grav. Olof Kyrre var norsk kung som anses vara grundare av Bergen och som initierade bygget av Nidarosdomen i Trondheim. Han hade som 15-åring varit med i England, då hans far, Harald Hårdråde, dödades vid slaget vid Stamford Bridge år 1066. Som kung levde Olof ett stillsamt liv, och dog en naturlig död på kungsgården Håkeby år 1093. Olofs kvarlevor finns inte i graven vid Håkeby; hans kvarlevor forslades till Nidarosdomen i Trondheim där han begravdes.
De omfattande resterna av bosättningarna och vittnesmålet om en kungsgård vid Håkeby visar på hur viktigt det varit att leva i närheten av vägen.
Vid Håkeby gård finns ett gravfält som enligt fornminnesregistret består av åtta stensättningar och fem resta stenar.
Gravfältet kan ha varit större, gravar kan ha förstörts av äldre grustäkter. I närheten finns många fornlämningar i form av gravar och boplatser. Bland annat finns här en domarring som ligger på gården Håkebys marker och som kallas ”Olof Kyrres grav”. Den tros ha fått sitt namn av att gården Håkeby omnämns i Snorre Sturlassons ”Olav Kyrres saga”. Domarringen är dock mycket äldre än 1000-talet då Olof Kyrre levde.
Historiken och arkeologen Tomas Andersson menar att norra Bohuslän (då Ranrike) var en betydelsefull plats under järnålder, vikingatid och tidig medeltid. Han lyfter bland annat fram att under vikingatid deltog bohusläningar i koloniseringen av Nordsjön och flera av de tidiga kungarna i det framväxande kungariket Norge uppehöll sig längre perioder i landskapet, exempelvis Olof Kyrres kungsgård vid Håkeby.